# 意大利 (紐約州)
意大利（英語：Italy）是一個位於美國紐約州耶芝縣的鎮。

## 人口
根據2020年美國人口普查的數據，意大利的面積為104.28平方千米，當中陸地面積為103.96平方千米，而水域面積為0.32平方千米。當地共有人口1099人，而人口密度為每平方千米11人。